# 243 v.Chr.
Het jaar 243 v.Chr. is een jaartal volgens de christelijke jaartelling.

## Gebeurtenissen

### Italië
- In Rome wordt Lucius Caecilius Metellus benoemd tot het ambt van pontifex maximus.

### Perzië
- Ptolemaeus III Euergetes moet zijn veldtocht beëindigen vanwege een opstand in Egypte.
- Seleucus II Callinicus verdrijft de Egyptenaren uit Mesopotamië en bezet Noord-Syrië.

### Griekenland
- Koning Agis IV probeert door hervormingen in Sparta het grondbezit te verdelen en het burgerschap de Perioiken te verhogen.
- Aratos van Sikyon verovert in Korinthe de vesting Akrokorinthos, de stadstaat sluit zich aan bij de Achaeïsche Bond.

## Geboren
- Mago Barkas (~243 v.Chr. - ~203 v.Chr.), Carthaags veldheer en broer van Hannibal Barkas
- Seleucus III Ceraunus (~243 v.Chr. - ~223 v.Chr.), koning van het Seleucidenrijk (Syrië)